# Космохлор
Космохло́р (от греч. κόσμος — «мир, космос» и χλωρός — «зелёный») — редко встречающийся минерал, силикат натрия и хрома из группы моноклинных пироксенов (цепочечных силикатов). Химическая формула: NaCr[Si2O6].
Был впервые обнаружен в железном метеорите Толука (Хикипулько, Мехико, Мексика) Хьюго Лоспейресом в 1897 году.

## Описание
Сингония моноклинная. Встречается в виде зернистых агрегатов и вкрапленностей. Изоструктурен с жадеитом. Твёрдость по шкале Мооса 6. Спайность ясная по {110}, отдельность по {001}. Цвет изумрудно-зелёный. Цвет черты бледно-зелёный. Плотность 3,6 г/см3. В метеоритах обычно включён в добреелите. Синонимы: Хромакмит, Юриит (по имени американского физика Г. К. Юри), IMA1965-007.

## Местонахождения
Качин (штат), Бирма (Мьянма); Пьемонт, Италия; Hime River (Himekawa), (Итоигава); Ниими, Япония; Coahuila meteorite (метеорит Коауила), метеорит Толука (первая находка) (Мексика); Morasko (метеорит), Познань, Польша; Терский берег (Кольский п-ов, Мурманская область); Слюдянка (Иркутская область), Россия; Hex River Mountains meteorite (Западно-Капская провинция), ЮАР; Canyon Diablo (метеорит), Аризона, США.